# 세이타 나오야
세이타 나오야(일본어: 清田 奈央弥, 2001년 8월 25일~)는 일본의 축구 선수이다.

## 구단 경력
그는 2020년 J2리그의 주빌로 이와타에 입단했다. 2022년 J3리그의 후쿠시마 유나이티드 FC로 이적했다. 2024년 일본 지역 리그의 오코시야스 교토 AC로 이적했다.